# 247 a. C.
El año 247 a. C. fue un año del calendario romano prejuliano. En el Imperio romano se conocía como el año 507 ab urbe condita.

## Acontecimientos

### Cartago
- En esta etapa de la primera guerra púnica, Cartago ha perdido en favor de Roma todas sus posesiones sicilianas excepto Lilibeo (hoy Marsala) y Drépano (hoy Trápani). Amílcar Barca asume el mando supremo de las fuerzas cartaginesas en Sicilia en una época en que la isla estaba casi por completo en las manos de los romanos. Tomando tierra en el noroeste de la isla con una pequeña fuerza mercenaria, se hace fuerte en el monte Eryx (hoy Erice) y, no solo se defiende con éxito contra todos los ataques, sino que también lleva a cabo ataques que llegan tan lejos como la costa del sur de Italia.

### República romana
- Consulados de Lucio Cecilio Metelo, cos. II, y Numerio Fabio Buteón en la Antigua Roma.[1]
- Roma firma un tratado en términos de igualdad con Hierón II, el tirano de Siracusa.

## Nacimientos
- Aníbal Barca, general cartaginés.